# 宮崎県の市町村旗一覧
宮崎県の市町村旗一覧（みやざきけんのしちょうそんきしょういちらん）は、宮崎県内の市町村に制定されている、あるいは制定されていた市町村旗の一覧である。なお、一覧の順序は全国地方公共団体コード順による。廃止された市町村旗は廃止日から順に掲載している。

## 概要
- 他都道府県と比較して、北海道・兵庫県の自治体旗と自治体章同様にデザインが異なる。都城市[1]・東諸県郡綾町[2]・東臼杵郡門川町[3]などの郡部の自治体で市町村章とデザインが異なる自治体が多い。

## 市部
| 市       | 市旗 | 制定有無 | 制定日         | 旗の色                                                               | 備考                                                                           |
| -------- | ---- | -------- | -------------- | -------------------------------------------------------------------- | ------------------------------------------------------------------------------ |
| 宮崎市   |      | あり     | 1968年9月21日  | 地色は群青色であり、紋章は黄色が指定されている                       |                                                                                |
| 都城市   |      | あり     | 2008年4月1日   | 地色は白色であり、桜の形をした紋章は青色・紺色・緑色が指定されている | 2008年1月16日に告示されて、制定された 2代目の市旗である 市章とデザインが異なる |
| 延岡市   |      | あり     | 1979年7月20日  | 地色は紫色であり、紋章は白色が指定されている                         |                                                                                |
| 日南市   |      | あり     | 2009年11月2日  | 地色は白色であり、紋章は赤色が指定されている                         | 2代目の市旗である                                                              |
| 小林市   |      | あり     | 2006年3月20日  | 地色は白色であり、紋章は指定色が指定されている                       | 2代目の市旗である                                                              |
| 日向市   |      | あり     | 1966年4月1日   | 地色は緑色であり、紋章は白色が指定されている                         |                                                                                |
| 串間市   |      | あり     | 1955年7月15日  | 地色は紺色であり、紋章は白色が指定されている                         |                                                                                |
| 西都市   |      | あり     | 1968年10月23日 | 地色は紺色であり、紋章は黄色が指定されている                         |                                                                                |
| えびの市 |      | あり     | 1974年4月11日  | 地色は深紫色であり、紋章は白色である                                 |                                                                                |

## 町村部
| 郡       | 町村     | 町村旗 | 制定有無 | 制定日         | 旗の色                                                     | 備考                                          |
| -------- | -------- | ------ | -------- | -------------- | ---------------------------------------------------------- | --------------------------------------------- |
| 北諸県郡 | 三股町   |        | なし     | なし           | 地色は焦げ茶色であり、紋章は黄色と黒色が指定されている     |                                               |
| 西諸県郡 | 高原町   |        | あり     | 1973年7月24日  | 地色は緑色で、紋章は黄色が指定されている                   |                                               |
| 東諸県郡 | 国富町   |        | なし     | なし           | 地色は紫色であり、紋章は白色が指定されている               |                                               |
| 東諸県郡 | 綾町     |        | あり     | 1979年         | 地色は緑色で、紋章は白色と黄色が指定されている             | 「AYA」を表している 町章とデザインが異なる    |
| 児湯郡   | 高鍋町   |        | なし     | なし           | 地色は臙脂色であり、紋章は白色が指定されている             |                                               |
| 児湯郡   | 新富町   |        | なし     | なし           | 地色は緑色であり、紋章は黄色が指定されている               |                                               |
| 児湯郡   | 西米良村 |        | なし     | なし           | 地色は紫色であり、紋章は緑色、縁部分は黄色が指定されている |                                               |
| 児湯郡   | 木城町   |        | なし     | なし           | 地色は緑色であり、紋章は黄色が指定されている               |                                               |
| 児湯郡   | 川南町   |        | なし     | なし           | 地色は白色であり、紋章は緑色が指定されている               |                                               |
| 児湯郡   | 都農町   |        | あり     | 1955年10月15日 | 地色は小豆色であり、紋章は黄色が指定されている             |                                               |
| 東臼杵郡 | 門川町   |        | あり     | 1968年11月1日  | 地色は青色であり、紋章は黄色が指定されている               | 「カ」を図案化したもの 町章とデザインが異なる |
| 東臼杵郡 | 諸塚村   |        | なし     | なし           | 地色は臙脂色であり、紋章は白色が指定されている             |                                               |
| 東臼杵郡 | 椎葉村   |        | あり     | 1973年11月5日  | 地色は緑色であり、紋章は白色が指定されている               | 「シ」を丸く表したもの 村章とデザインが異なる |
| 東臼杵郡 | 美郷町   |        | なし     | なし           | 地色は白色であり、紋章は指定色が指定されている             |                                               |
| 西臼杵郡 | 高千穂町 |        | なし     | なし           | 地色は黄緑色であり、紋章は黄色が指定されている             |                                               |
| 西臼杵郡 | 日之影町 |        | なし     | なし           | 地色は群青色であり、紋章は白色が指定されている             |                                               |
| 西臼杵郡 | 五ヶ瀬町 |        | なし     | なし           | 地色は紫色であり、紋章は白色が指定されている               |                                               |

## 廃止された市町村旗
| 市郡     | 町村     | 市町村旗 | 制定有無 | 制定日        | 廃止日        | 旗の色                                                         | 備考                                              |
| -------- | -------- | -------- | -------- | ------------- | ------------- | -------------------------------------------------------------- | ------------------------------------------------- |
| 北諸県郡 | 山之口町 |          | なし     | なし          | 2006年1月1日  | 地色は黄色であり、紋章は黒色が指定されている                   |                                                   |
| 北諸県郡 | 高城町   |          | あり     | 1994年2月11日 | 2006年1月1日  | 地色は緑色であり、紋章は白色が指定されている                   | 「タカ」を組み合わせたもの 町章とデザインが異なる |
| 北諸県郡 | 山田町   |          | あり     | 1993年1月15日 | 2006年1月1日  | 地色は白色であり、紋章は青色・赤色・緑色・黄色が指定されている | 「山」・「y」を表したもの 町章とデザインが異なる  |
| 北諸県郡 | 高崎町   |          | なし     | なし          | 2006年1月1日  | -                                                              |                                                   |
| 東臼杵郡 | 南郷村   |          | なし     | なし          | 2006年1月1日  | -                                                              |                                                   |
| 東臼杵郡 | 西郷村   |          | なし     | なし          | 2006年1月1日  | -                                                              |                                                   |
| 東臼杵郡 | 北郷村   |          | あり     | 1975年11月1日 | 2006年1月1日  | 指定されていない                                               |                                                   |
| 東諸県郡 | 高岡町   |          | なし     | なし          | 2006年1月1日  | -                                                              |                                                   |
| 宮崎郡   | 田野町   |          | なし     | なし          | 2006年1月1日  | 地色は青緑色であり、紋章は白色が指定されている                 |                                                   |
| 宮崎郡   | 佐土原町 |          | あり     | 1972年4月1日  | 2006年1月1日  | 地色は緑色であり、紋章は白色が指定されている                   |                                                   |
| 東臼杵郡 | 北方町   |          | なし     | なし          | 2006年2月20日 | -                                                              |                                                   |
| 東臼杵郡 | 北浦町   |          | なし     | なし          | 2006年2月20日 | -                                                              | 町章とはデザインが異なる                          |
| 東臼杵郡 | 東郷町   |          | なし     | なし          | 2006年2月20日 | 地色は青色であり、紋章は黄色が指定されている                   | 町章とはデザインが異なる                          |
| 小林市   |          |          | あり     | 1980年10月1日 | 2006年3月20日 | 地色は淡黄色であり、紋章は青色が指定されている                 | 初代の市旗である                                  |
| 西諸県郡 | 須木村   |          | なし     | なし          | 2006年3月20日 | 地色は緑色であり、紋章は茶色が指定されている                   |                                                   |
| 東臼杵郡 | 北川町   |          | あり     | 1972年11月1日 | 2007年2月13日 | 地色は白色であり、紋章は青色と緑色が指定されている             |                                                   |
| 都城市   |          |          | なし     | なし          | 2008年4月1日  | 地色は菖蒲色であり、紋章は白色が指定されている                 | 初代の市旗である                                  |
| 日南市   |          |          | あり     | 1980年3月1日  | 2009年3月30日 | 地色は青色と白色であり、紋章は赤色が指定されている             | 初代の市旗である 市章とはデザインが異なる         |
| 南那珂郡 | 北郷町   |          | なし     | なし          | 2009年3月30日 | 地色は紫色であり、紋章は白色が指定されている                   |                                                   |
| 南那珂郡 | 南郷町   |          | なし     | なし          | 2009年3月30日 | 地色は海老茶色であり、紋章は白色が指定されている               |                                                   |
| 西諸県郡 | 野尻町   |          | なし     | なし          | 2010年3月23日 | 地色は青緑色であり、紋章は緑色、縁部分は白色が指定されている   |                                                   |
| 宮崎郡   | 清武町   |          | なし     | なし          | 2010年3月23日 | 地色は緑色であり、紋章は白色と茶色が指定されている             |                                                   |

### 書籍
- 中川幸也『シリーズ人間とシンボル第2号「都市の旗と紋章」』中川ケミカル、1987年10月11日。
- NHK情報ネットワーク『NHKふるさとデータブック10 [九州 2]』日本放送協会、1992年5月1日。

### 自治体書籍
- 北郷村役場『北郷村例規集』宮崎県東臼杵郡北郷村。
- 宮崎日日新聞『宮崎日日新聞 昭和47年11月2日号』宮崎日日新聞、1972年11月2日。